# カシア・スムトゥニアク
カシア・スムトゥニアク（Kasia Smutniak、1979年8月13日 - ）は、ポーランド出身の女優、ファッションモデル。
カシア・スムートニアックやカシア・アナ・スムートニアックと表記されることもある。

## 来歴

### キャリアの始まり
ポーランドの美人コンテストで準優勝し、17歳でモデルとなり、ロンドン、ニューヨーク、東京、ミラノでも働く。

### 女優としての歩み
2000年、Giorgio Panariello監督によるイタリア映画Al momento giustoで初の主演に抜擢され、女優業をスタート。ヤヌス・ザオスキー監督の映画Haker（2002）に出演後、イタリアを中心に映画とテレビの両方で女優として活躍を続ける。
主な映画作品に2002年のアレサンドロ・バロリによるコソボでの劇的な事件に関連した『ブラックバード・フォース』（2003・日本未公開・以下未）、Tredici a Tavol（2004）、Ultimo 3 - L'infiltrato（2004）などがある。
2007年に主演したNelle tue mani(2007)での演技に対して、2008年外国人記者によって選ばれるイタリアでのゴールデン・グローブ賞（the Globo D'Oro award）において、最優秀女優である“銀のリボン賞”を贈られた。
近年の作品では、『バルバロッサ 帝国の野望』（2009）や、『GOAL!3 STEP3 ワールドカップの友情』（2009・未）、イソタ・トシ監督による初の長編映画Scontro di civiltà per un ascensore a Piazza Vittorio（2010）に出演。

### TV・CMへの出演・モデルとしての活躍
モデルとしては、2002年から2003年にかけて、イタリアの携帯電話会社TIM（Telecom Italia Mobile）のCMで人気を博す。また、2009年、ジョルジオ・アルマーニの新しい香水“アイドル ドゥ アルマーニ”のキャンペーンガールにも起用されている。

### プライベート
母国語であるポーランド語の他、イタリア語、英語、ロシア語が流暢に話せる。『パリより愛をこめて』ではセリフはほとんど英語だったが、フランス語も勉強したという。
ポーランド空軍にいた父の影響で、16歳のときに操縦免許を取る。アウトドアスポーツが好きで、スキーやスカイダイビング、水泳などを楽しむほか、ハングライダーやセーリングの免許を持つなどアクティブな面を持つ。
『ブラックバード・フォース』で共演したイタリア人俳優ピエトロ・タリコーネとの間に、2004年9月4日に娘ソフィーを出産したが、タリコーネは2010年に事故死している。
その後、2011年夏から映画プロデューサーのドメニコ・プロカッチと交際し、2014年8月に息子レオーネを出産している。

### CM
- TIM（テレコム・イタリア・モービレ）（イタリアの携帯電話会社、2002年〰2003年 ）

## フィルモグラフィ
| 公開年 | 邦題 原題                                              | 役名             | 備考                       |
| ------ | ------------------------------------------------------ | ---------------- | -------------------------- |
| 2004   | ブラックバード・フォース Radio West                    | イリアナ         |                            |
| 2008   | それもこれもユダのせい Tutta colpa di Giuda            | イレナ           |                            |
| 2009   | GOAL!3 STEP3 ワールドカップの友情 Goal! III            | ソフィア         | ビデオ作品                 |
| 2009   | バルバロッサ 帝国の野望 Barbarossa                     | エレオノーラ     |                            |
| 2010   | パリより愛をこめて From Paris with Love                | キャロリン       |                            |
| 2010   | ラ・パッショーネ La passione                           | カテリナ         |                            |
| 2012   | イヤー・オブ・ザ・スネーク 第四の帝国 Die vierte Macht | カティヤ         |                            |
| 2013   | ようこそ、大統領! Benvenuto Presidente!                | ジャニス         | イタリア映画祭2014にて上映 |
| 2013   | In Treatment                                           | サラ             | テレビシリーズ、8話に出演  |
| 2014   | カプチーノはお熱いうちに Allacciate le cinture         | エレナ           |                            |
| 2016   | おとなの事情 Perfetti sconosciuti                      | エヴァ           |                            |
| 2018   | LORO 欲望のイタリア Loro                               | キーラ           |                            |
| 2018   | メイド・イン・イタリー Made in Italy                   | サラ             | イタリア映画祭2018にて上映 |
| 2020   | ドクター・ドリトル Dolittle                            | リリー・ドリトル |                            |

## 主な受賞
- the Globo D'Oro award 
  - 2008年度 最優秀女優賞 『Nelle tue mani』
- ナストロ・ダルジェント賞
  - 2014年度 主演女優賞 『カプチーノはお熱いうちに』

## 参照
1. ↑  Kasia Smutniak - IMDb（英語）
2. ↑  Annamaria Capozzi (2014年8月21日). “Kasia Smutniak: è nato Leone” (イタリア語). Gossip News 2018年4月24日閲覧。